# Notesia
Notesia és un gènere monotípic d'arnes de la família Crambidae descrita per Yamanaka el 1992. La seva única espècie, Notesia tranquillalis, descrita per Julius Lederer el 1863, es troba a Papua Nova Guinea i a Taiwan.